# Virgilite
La virgilite è un minerale.